# سهراب طاهر
سهراب طاهر شاعر مشهور آستارایی در ۱۵ مرداد ماه ۱۳۰۵ هجری شمسی در خانواده آهنگر در آستارا متولد شد. زمانی که سهراب در سنین کودکی بود پدرش ابوالفضل طاهر به شهر کرمانشاه تبعید شد، سهراب نیز همراه خانواده به آن شهر رفت و در این شهر به تحصیل خود ادامه داد. در سال ۱۳۲۰ به همراه خانواده مقیم شهر تبریز شد و در سال ۱۳۲۵ جهت ادامه تحصیل در دانشگاه به شهرباکو در آذربایجان شوروی آنزمان و جمهوری آذربایجان فعلی رفت و پس از فارغ‌التحصیل شدن در این شهر ماندگار شده به زندگی ادامه داد. وی از شاعران در قید حیات و بنام در این جمهوری است و اشعار بسیاری به زبان ترکی آذربایجانی سروده‌است از آن جمله:
- آی ایشیغیندا (۱۹۵۶)
- حیات سئوگیسی (۱۹۶۱)
- قیریلان زنجیرلر (۱۹۶۵)
- منیم یولوم (۱۹۷۵)
- انقلاب قارتالی (۱۹۸۹)
- وطن خاطرینه (۱۹۹۸)

دیوان وطن خاطرینه وی در سال ۱۳۷۷ هجری شمسی توسط اسماعیل میتاگ به زبان آلمانی ترجمه شده‌است.
سهراب طاهر در سال ۱۹۵۲ (۱۳۳۱ شمسی) وارد دانشکده ادبیات باکو شد و در سال ۱۹۵۷آنرا به پایان رساند. بعد از فارغ‌التحصیل شدن در روزنامه آذربایجان به عنوان نویسنده بخش ادبی آن مشغول به کار شد. از سال ۱۹۸۴ مدیر مسئول مجله آذربایجان و عضو هیئت مدیره شورای شعر اتحادیه نویسندگان و از سال ۱۹۸۶ تا سال ۱۹۹۱ رئیس شورای اتحادیه نویسندگان آذربایجان بوده‌است. در سال ۲۰۰۶ به دریافت مدال افتخار جمهوری آذربایجان نائل آمد و در سال ۲۰۱۰ از طرف اتحادیه نویسندگان و مترجمین شهر مسکو جایزه بین‌المللی مایاکوفسکی به وی اهدا شد. وی مؤلف چندین رمان و اشعار بسیاری است.
شعری از سهراب طاهر :
آنامین ألی
آنامین اللری یادیما دوشوب ،
اؤپوب گؤزوم اوسته قویماق ایسته رم
ألینین کؤتَگی نئجه شیرین دیر ،
شیرین کؤتَگیندن دۆیماق ایسته رم …
حیرصله نیب او منی هردن دؤیَنده ،
یاشلی گؤزلرینی قیرپیب یوماردی ،
خیردا اللری نین تیتره ییشیندن،
نصحت تؤکولور، اؤگود داماردی …!
ترجمه به فارسی

## دست مادرم
دستان مادرم به یادم آمد،
آن دستهایی که می‌خواهم بوسیده بر چشمانم نهم
کتکهای دستش چقدر شیرین بود،
می‌خواهم از آن کتکهای شیرین سیراب شوم …
به ندرت که عصبانی می‌شد و می‌خواست منو بزنه ،
چشمان اشکبارش را برهم می‌نهاد
از آن کوچک دستان لرزانش،
نصیحت می‌ریخت و آینده نگری می‌بارید …!